# Chokhawang
Chokhawang (nepalski: चौखवाङ) – gaun wikas samiti w zachodniej części Nepalu w strefie Rapti w dystrykcie Rukum. Według nepalskiego spisu powszechnego z 2001 roku liczył on 508 gospodarstw domowych i 3054 mieszkańców (1497 kobiet i 1557 mężczyzn).